# Piper yui
Piper yui är en pepparväxtart som beskrevs av M.G. Gilbert & N.H. Xia. Piper yui ingår i släktet Piper och familjen pepparväxter. Inga underarter finns listade i Catalogue of Life.